# Irpa
Irpa är ett släkte med sjögurkor inom familjen Elpidiidae. Släktet omfattar de två arterna Irpa abyssicola och Irpa ludwigi.